# Mikuláš Čáky
Hrabě Mikuláš Josef Čáky (slovensky Mikuláš Jozef Čáki, maďarsky Keresztszegi Csáky Miklós, * 5. prosince 1698, Spišský hrad – 31. května 1757, Bratislava) byl uherský šlechtic a římskokatolický duchovní, od roku 1747 arcibiskup v Kaloči a od roku 1751 ostřihomský arcibiskup, kníže-primas uherský.

## Život
Narodil se jako nejmladší dítě zemského soudce hraběte Štěpána Čákyho a jeho třetí manželky Marie Barkóčiové (Barkóczy). Jeho starším nevlastním bratrem byl kardinál Imrich Čáky.
Neprve studoval filosofii na univerzitě ve Vídni, následně teologii na římském Germanicu (Collegium Germanicum et Hungaricum, Německo-uherská kolej), kde v roce 1721 získal doktorát z teologie. Ve stejném roce byl jmenován opatem kláštera v Szentjobb (dnešní Sâniob v Rumunsku).
Kněžské svěcení přijal v Římě 19. září 1722, následně byl jmenován za kanovníkem ve Velkém Varadíně (dnešní Oradea v Rumunsku) a v roce 1734 za vekoprobošta. V roce 1737 byl jmenován sídelním biskupem ve Varadíně. Biskupské svěcení přijal 2. února 1738 v Košicích z rukou jágerského arcibiskupa Gabriela Antonína z Erdődu. Jako varadínský biskup se stal automaticky také dědičným Županem Bihárské župy. V roce 1747 se stal arcibiskupem v Kaloči.
13. května 1747 byl jmenován arcibiskupem ostřihomské diecéze a tím i primasem uherským. Jmenování bylo potvrzeno 16. listopadu a pallium si převzal ve Velkém Bílí 2. února 1752.
Mikuláš Josef Čáky zemřel 31. května 1757 v Bratislavě a byl pohřben v kryptě dómu sv. Martina. Po jeho smrti byl úřad ostřihomského arcibiskupa obsazen až v roce 1761.

## Dílo
- Panegyricus prodigiosae facundiae ... Vídeň, 1719
- Edictum archi-episcopale Strigoniense: De ritu celebrandorum festorum. Posonii, 1754